# Lee Nailon
Lee Nailon (South Bend, Indiana; 22 de febrero de 1975) es un exjugador de baloncesto que jugó en la NBA desde 2000 hasta 2006, además de en diversas ligas de todo el mundo.

## Carrera

### Universidad
Nailon comenzó jugando en Southeastern C.C. (Iowa), promediando 23.7 puntos y 8.1 rebotes con un 62% en tiros de campo. La temporada siguiente la disputó en Butler County C.C. (Kansas), donde firmó 20.2 puntos y 7.4 rebotes por partido, anotando 20 puntos o más en 20 ocasiones y liderando a su equipo a un balance de 29-5. Las dos siguientes campañas las jugó en la Universidad de Texas Christian, convirtiéndose en uno de los dos jugadores en la historia de la universidad en anotar más de 1300 puntos en dos años. En su temporada sénior fue nombrado All-American tras promediar 22.8 puntos y 3.2 rebotes por partido y en el mejor quinteto de la Mountain West Conference. Fue el máximo anotador de su conferencia en ambos años, finalizando cuarto en rebotes durante su año sénior con 9.3 por partido, 28º en la nación. Ante Mississippi Valley State estableció el récord de puntos en un partido de la universidad consiguiendo 53 con 20/30 en tiros de campo, además de realizar también partidos de 40, 46 y 44 puntos.

### NBA
Fue seleccionado en la 43.ª posición de la segunda ronda del Draft de 1999 por Charlotte Hornets. Previamente jugó en el Adecco Milano, donde promedió 18.2 puntos, 4.4 rebotes y 32.4 minutos en 18 partidos. En su primera temporada en la NBA disputó 42 encuentros con 3.9 puntos y 2.2 rebotes de promedio. En la siguiente campaña disputó el Rookie Challenge con los sophomores, sorprendiendo con 10.8 puntos por noche en 79 partidos, 41 como titular. El 30 de octubre de 2002 fichó como agente libre por New York Knicks, donde en un año contó poco en los planes del equipo.
En la temporada 2002-03 jugó en tres equipos distintos: Atlanta Hawks, Orlando Magic y Cleveland Cavaliers. El curso siguiente lo comenzó en New Orleans Hornets, finalizando la campaña con unos notables 14.2 puntos y 4.4 rebotes en 68 partidos y 51 desde el inicio del mismo. Tras aparecer en 22 partidos con la camiseta de Philadelphia 76ers en la 2005-06, firmó con el Bnei Hasharon de Israel. Desde 2009 juega en el Leones de Ponce de la liga de Puerto Rico. En noviembre de 2012 fue contratado por Bahía Basket para jugar en la Liga Nacional.

## Estadísticas de su carrera en la NBA

### Temporada regular
| Año     | Equipo       | PJ  | PT | MPP  | %TC  | %3P  | %TL  | RPP | APP | ROB | TPP | PPP  |
| ------- | ------------ | --- | -- | ---- | ---- | ---- | ---- | --- | --- | --- | --- | ---- |
| 2000-01 | Charlotte    | 42  | 0  | 11.2 | .485 | .000 | .744 | 2.2 | .6  | .21 | .12 | 3.9  |
| 2001-02 | Charlotte    | 79  | 41 | 24.2 | .483 | .500 | .747 | 3.7 | 1.2 | .75 | .22 | 10.8 |
| 2002-03 | New York     | 38  | 0  | 10.7 | .442 | .000 | .824 | 1.8 | .7  | .16 | .08 | 5.5  |
| 2003-04 | Atlanta      | 27  | 0  | 11.1 | .457 | .000 | .842 | 2.3 | .6  | .37 | .26 | 5.3  |
| 2003-04 | Orlando      | 8   | 0  | 10.4 | .407 | .000 | .778 | 1.8 | .5  | .13 | .00 | 3.6  |
| 2003-04 | Cleveland    | 22  | 4  | 18.0 | .451 | .000 | .800 | 3.0 | .8  | .18 | .05 | 7.7  |
| 2004-05 | New Orleans  | 68  | 51 | 29.7 | .478 | .000 | .806 | 4.4 | 1.6 | .53 | .24 | 14.2 |
| 2005-06 | Philadelphia | 22  | 0  | 10.8 | .500 | .000 | .867 | 1.9 | .3  | .36 | .18 | 4.2  |
| Total   |              | 306 | 96 | 19.0 | .474 | .111 | .786 | 3.1 | 1.0 | .43 | .10 | 8.6  |